# Novomîkolaiivka, Letîciv
Novomîkolaiivka (în ucraineană Новомиколаївка) este un sat în comuna Ialînivka din raionul Letîciv, regiunea Hmelnîțkîi, Ucraina.

## Demografie
Componența lingvistică a localității Novomîkolaiivka
     Ucraineană (100%)
Conform recensământului din 2001, toată populația localității Novomîkolaiivka era vorbitoare de ucraineană (100%).